# Lucelle (rivière)
Pour les articles homonymes, voir Lucelle.
La Lucelle, appelée Lützel en allemand, est une rivière franco-suisse et un affluent de la Birse, donc un sous-affluent du Rhin.

## Parcours
Cette petite rivière prend sa source au sud-ouest de la commune suisse de Pleigne (Bief de la Côte de Mai) à 809 mètres d'altitude. 
À partir de Lucelle, elle marque sur 12 km la frontière entre le canton du Jura et le département du Haut-Rhin avant de traverser le canton suisse de Soleure pour rejoindre celui de Bâle-Campagne et se jeter dans la Birse à Laufon. La longueur de son cours d'eau en France est de 11,8 km.

## Affluents
La Lucelle a la particularité de posséder des affluents d'origine karstique, qui confluent avec elle au niveau de la commune française de Lucelle.
- en rive gauche, le ruisseau permanent issu de la grotte Malou[2],[3] (long d'environ 350 m)[4], et le ruisseau temporaire issu de la grotte du Siphon de Lucelle[5],[3] (long d'environ 40 m)[4]. Ces deux cavités sont situées sur le territoire de la commune française de Lucelle[5],[2].
- en rive droite, le ruisseau permanent issu de la grotte du Silberloch, située sur le territoire de la commune suisse de Pleigne[6].

## Particularités
Cette rivière marque une frontière linguistique entre l'alsacien, dialecte sundgauvien de type germanique ayant le statut de langue régionale de France, et le franc-comtois, langue d'oïl et donc apparentée au français, employée traditionnellement dans le canton suisse du Jura.